# Libanon op de Olympische Winterspelen 1992
Tijdens de Olympische Winterspelen van 1992, die in Albertville (Frankrijk) werden gehouden, nam Libanon voor de twaalfde keer deel.

## Deelnemers en resultaten

### Alpineskiën
| Olympiër        | Discipline       | Resultaat | Prestatie                          |
| --------------- | ---------------- | --------- | ---------------------------------- |
| Dany Abounaoum  | reuzenslalom (m) | 88e       | 3.24,39 (+1.17,41) 1.37,40+1.46,99 |
| Dany Abounaoum  | slalom (m)       | 62e       | 3.03,76 (+1.19,37) 1.31,08+1.32,68 |
| Raymond Keyrouz | reuzenslalom (m) | dq-1      | diskwalificatie run 1              |
| Raymond Keyrouz | slalom (m)       | dnf-1     | opgave run 1                       |
| Jean Khalil     | reuzenslalom (m) | dq-2      | diskwalificatie run 2 1.28,07+dq   |
| Jean Khalil     | slalom (m)       | 53e       | 2.33,13 (+48,74) 1.17,07+1.16,06   |
| Elias Majdalani | super g (m)      | 58e       | 1.22,13 (+9,09)                    |
| Elias Majdalani | reuzenslalom (m) | 57e       | 2.35,77 (+28,79) 1.18,32+1.17,45   |

Algerije · Amerikaanse Maagdeneilanden · Andorra · Argentinië · Australië · België · Bermuda · Bolivia · Brazilië · Bulgarije · Canada · Chili · China · Chinees Taipei · Costa Rica · Cyprus · Denemarken · Duitsland · Estland · Filipijnen · Finland · Frankrijk · Gezamenlijk team · Griekenland · Groot-Brittannië · Honduras · Hongarije · Ierland · IJsland · India · Italië · Jamaica · Japan · Joegoslavië · Kroatië · Letland · Libanon · Liechtenstein · Litouwen · Luxemburg · Marokko · Mexico · Monaco · Mongolië · Nederland · Nederlandse Antillen · Nieuw-Zeeland · Noord-Korea · Noorwegen · Oostenrijk · Polen · Puerto Rico · Roemenië · San Marino · Senegal · Slovenië · Spanje · Swaziland · Tsjecho-Slowakije · Turkije · Verenigde Staten · Zuid-Korea · Zweden · Zwitserland